# Птакі (Кольненський повіт)
Птакі (пол. Ptaki) — село в Польщі, у гміні Турошль Кольненського повіту Підляського воєводства.
Населення — 212 осіб (2011).
У 1975-1998 роках село належало до Ломжинського воєводства.

## Демографія
Демографічна структура станом на 31 березня 2011 року:
|          | Загалом | Допрацездатний вік | Працездатний вік | Постпрацездатний вік |
| -------- | ------- | ------------------ | ---------------- | -------------------- |
| Чоловіки | 108     | 19                 | 74               | 15                   |
| Жінки    | 104     | 26                 | 54               | 24                   |
| Разом    | 212     | 45                 | 128              | 39                   |